# Procallitula
Procallitula is een geslacht van vliesvleugeligen uit de familie Pteromalidae. De wetenschappelijke naam van dit geslacht is voor het eerst geldig gepubliceerd in 1957 door De Santis.

## Soorten
Het geslacht Procallitula is monotypisch en omvat slechts de volgende soort:
- Procallitula merisoides De Santis, 1957